# Dio's Inferno: The Last in Live
Dio's Inferno - The Last in Live är ett livealbum av hårdrocksgruppen Dio, utgivet 1998. Utöver Dios egna material finns här även låtar från Ronnie James Dios sejourer i Rainbow och Black Sabbath.

## Låtlista

### Skiva ett
1. "Intro" - 1:36
2. "Jesus, Mary & the Holy Ghost" - 3:28
3. "Straight Through the Heart" - 5:48
4. "Don't Talk to Strangers" - 6:03
5. "Holy Diver" - 5:00
6. "Drum Solo" - 4:02
7. "Heaven and Hell" - 7:30
8. "Double Monday" - 3:18
9. "Stand Up and Shout" - 4:08
10. "Hunter of the Heart" - 5:14

### Skiva två
1. "Mistreated/Catch the Rainbow" - 10:11
2. "Guitar Solo" - 3:38
3. "The Last in Line" - 6:54
4. "Rainbow in the Dark" - 4:56
5. "The Mob Rules" - 3:37
6. "Man on the Silver Mountain" - 2:11
7. "Long Live Rock 'n' Roll" - 4:14
8. "We Rock" - 5:41

## Medverkande
- Vinny Appice - trummor
- Larry Bones Dennison - bas
- Ronnie James Dio - sång
- Tracy G - gitarr
- Scott Warren - keyboard